# Casumaro
Casumaro è una frazione del comune di Cento, in provincia di Ferrara. Distante 15 km da Cento, la sua caratteristica è di essere posta esattamente al confine tra le province di Ferrara e di Modena, mentre il suo territorio cade sotto l'amministrazione di ben tre comuni, quello di Cento, di Bondeno e di Finale Emilia (la parte di Finale Emilia prende il nome di Casumaro Finalese). Dal punto di vista amministrativo e strettamente formale, la popolazione della frazione è di circa 2 000 abitanti, in quanto viene presa in considerazione nei censimenti solo la popolazione che risiede sotto il comune di Cento; tuttavia, considerando anche le amministrazioni di Bondeno e Finale Emilia, nel territorio della frazione vivono circa 3 000 abitanti.

## Storia
Non c'è certezza assoluta sull'origine del nome del paese; una leggenda vuole che Matilde di Canossa perse un figlio annegatosi dalle parti di Casumaro, e diede il nome al luogo di "Caso amaro". Tuttavia, è molto più probabile che il toponimo derivi da "Casimari", o "casamari", termine con il quale si indicavano piccole capanne di contadini di valle, presenti in quella zona. Le prime menzioni del territorio si riferiscono al VIII secolo, quando Casumaro viene menzionato far parte della "Corte di Trecentola" (che comprendeva anche Finale Emilia e Santa Bianca), e dove sorgeva Ponte Duce, un castello situato al confine tra il Regno longobardo e l'Esarcato di Ravenna, allora parte dell'Impero bizantino. Nel 1017, la contessa longobarda Richilde, prima moglie di Bonifacio di Canossa, padre di Matilde di Canossa, donò la metà della corte di Trecentola e del suo castello all'abbazia di Nonantola, mentre l'altra parte era sotto controllo della curia bolognese.
Alla fine del XII secolo su richiesta al vescovo di Bologna di alcune famiglie centesi, era nata la partecipanza agraria, una divisione collettiva dei terreni per consentire la bonifica e lo sfruttamento delle terre da parte degli abitanti stabili di quei territori. Tale forma di proprietà collettiva, che rimane tuttora in vigore, prese forma a Casumaro nel 1358, quando la parte meridionale del paese viene definitivamente restituita al comune di Cento, mentre quella settentrionale rimaneva sotto controllo degli Estensi. Casumaro rimase nei secoli successivi territorio di confine tra Ducato di Modena e Reggio e Stato Pontificio, fino all'unificazione d'Italia.
Nel 1451 iniziarono i lavori di costruzione della chiesa parrocchiale, su richiesta e a spese dei casumaresi alla curia di Modena, alla quale faceva parte la comunità; in quel periodo infatti, il corso del fiume Reno era diverso da quello attuale, e le frequenti inondazioni impedivano spesso ai fedeli di spostarsi a Finale Emilia per la messa domenicale.

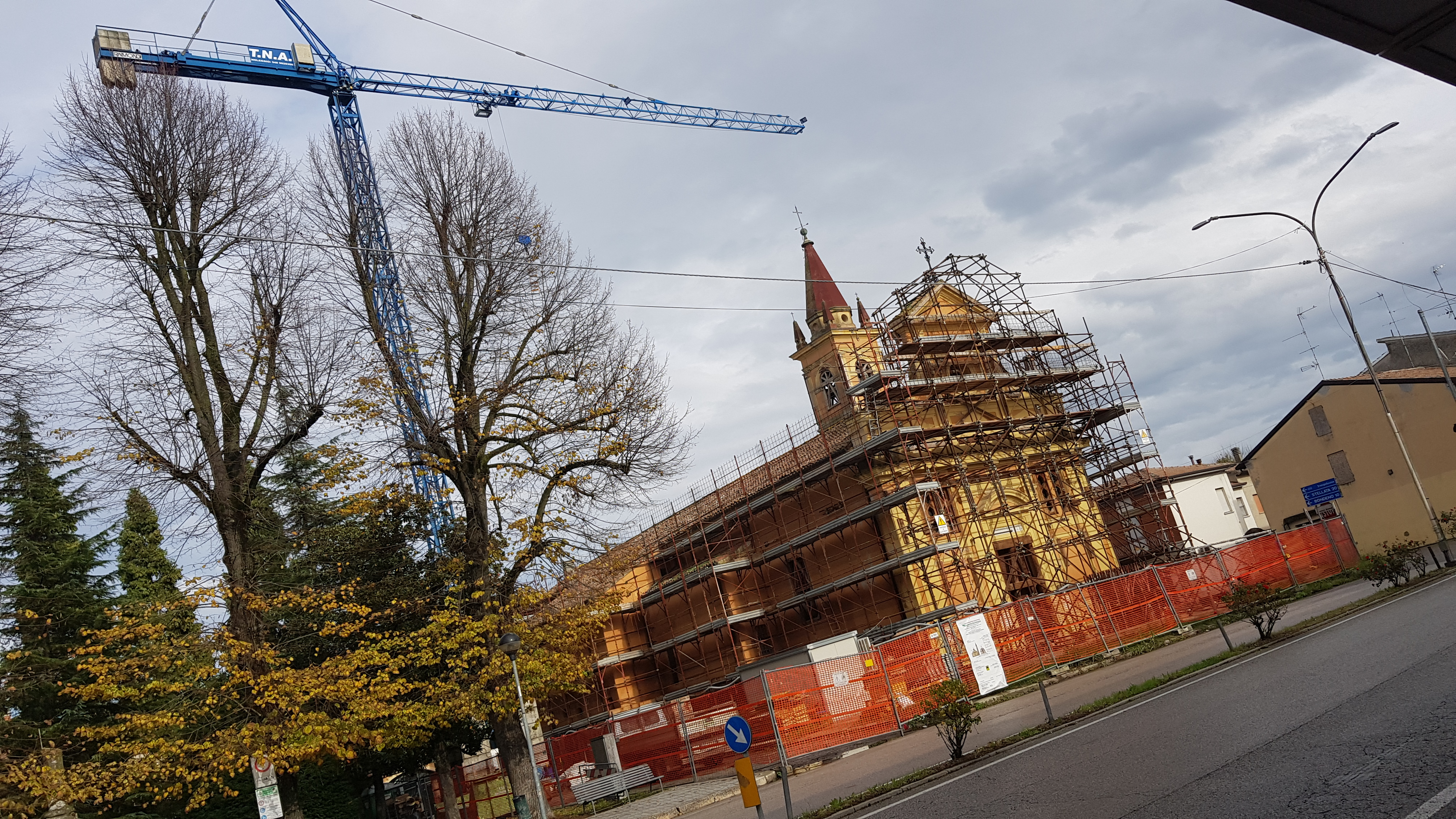
Chiesa durante i lavori di restauro dei danni causati dal terremoto dell'Emilia del 2012

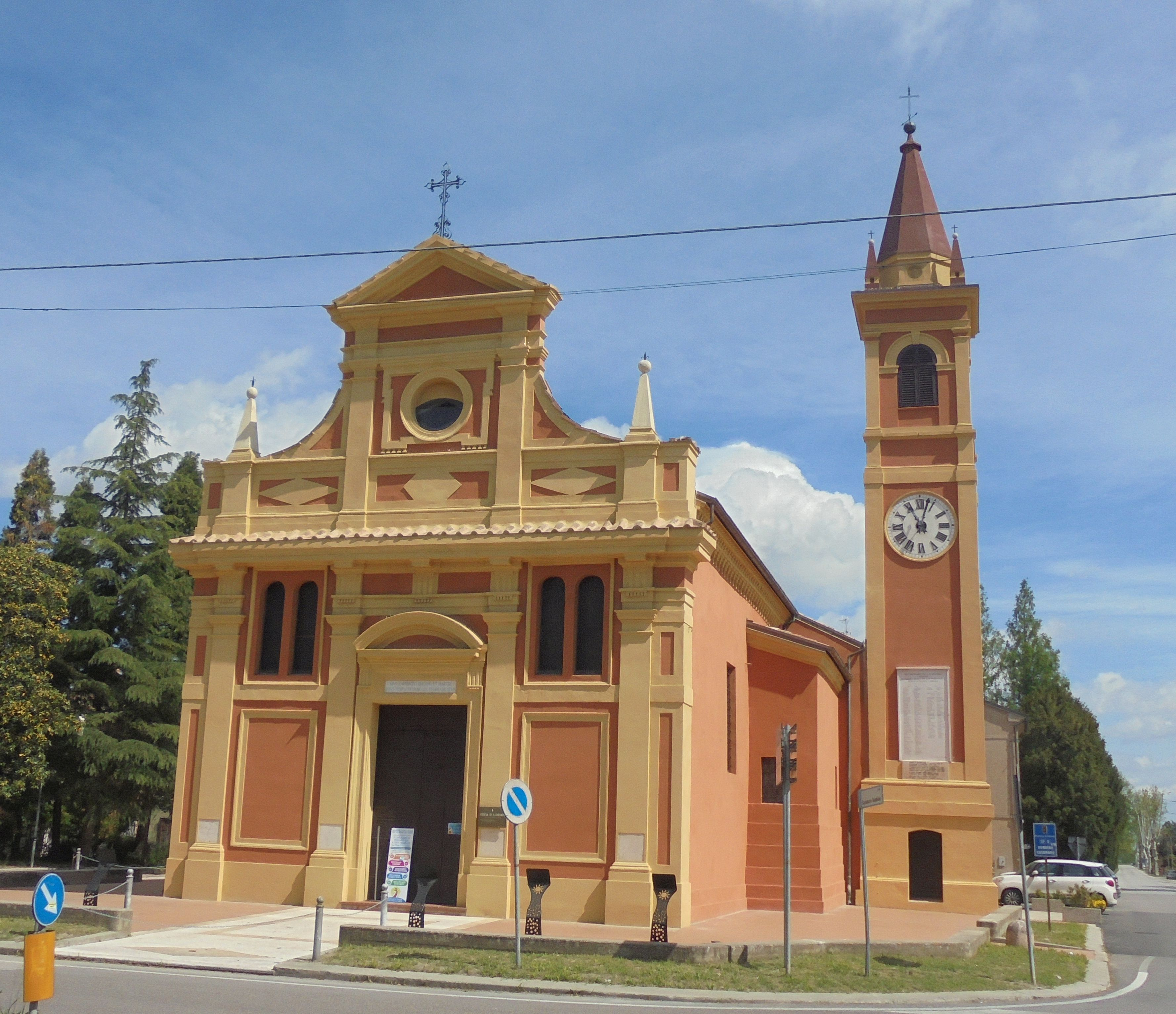
Chiesa restaurata e riaperta al pubblico, nel 2021

## Monumenti e luoghi d'interesse
- Chiesa di San Lorenzo.

Fu costruita dov'era già presente un oratorio dedicato a san Lorenzo, protettore della frazione. All'inizio del XVI secolo fu costruito il presbiterio, e del 1608 è una delle opere più antiche e di maggior pregio artistico presenti all'interno della chiesa, del pittore ferrarese Carlo Bononi: la rappresentazione de I martiri san Lorenzo e san Pancrazio accolti nella Gloria del Cielo, quadro conservato in una pala d'altare di legno intagliato e dorato.
Successivamente, attorno al 1650, fu dipinto il soffitto a lacunari dal maestro modenese Domenico Maria Parenti, riportato alla luce, così come altri affreschi, da lavori di restauro effettuati alla fine del XX secolo. Nel 1760 infatti, la volta e le pareti della chiesa erano state ricoperte da calce bianca, a causa di un'epidemia di peste che colpì la zona. Inoltre, attorno al 1850, furono eseguite alcune pitture di scarso valore sopra quella stessa calce. I lavori di restauro, partiti a causa delle cattive condizioni dei muri dovuti a crepe e infiltrazioni d'acqua, una volta rimosso l'intonaco cadente, portarono alla luce, con discreto stupore, i dipinti del soffitto del presbiterio risalenti al 1650, dimenticati per oltre due secoli. Fu anche portata ai colori originari la pala lignea che conserva il dipinto del Bonomi, deteriorata da diverse pitture poste sopra di essa nel corso dei secoli.
All'interno della chiesa sono presenti altre opere di discreto valore storico-artistico, come un quadro dell'allievo del Guercino, il pittore Benedetto Gennari, datato 1670. Del 1660 è invece una pala lignea che contiene una statua di cartapesta della Madonna Vergine del bolognese Angelo Piò, realizzata nel 1749. Del 1781 è l'organo a 600 canne costruito dai fratelli marchigiani Andrea e Filippo Fedeli., mentre l'altare maggiore, in marmo di Verona, è del 1799
La parrocchia è passata dalla giurisdizione di Modena alla diocesi di Bologna nel 1838. La chiesa e il campanile sono stati danneggiati dal terremoto dell'Emilia del 2012, e sono rimasti chiusi al pubblico per oltre 8 anni per questioni di sicurezza, fino al completo restauro dell'intera struttura. Il 19 dicembre 2020, dopo un paio d'anni di lavori di restauro, la chiesa ha riaperto al pubblico con la celebrazione della messa da parte dell'arcivescovo di Bologna, il cardinale Matteo Maria Zuppi.

## Cultura

### Eventi
- Sagra della lumaca. Coincide con la Fiera di San Lorenzo, si svolge tradizionalmente dagli ultimi giorni di luglio al 10 agosto, giorno di san Lorenzo, patrono del paese. Nel 2020 la sagra è arrivata alla 46ª edizione e, dal 1999, Casumaro viene definita Città della lumaca dall'associazione italiana elicicoltori. Le lumache, della specie Helix pomatia, vengono cucinate in vari modi, anche se il piatto tradizionale rimane quello delle "lumache alla casumarese", la cui ricetta originaria risale al periodo degli Estensi; pare che la prima ricetta delle lumache alla casumarese risalga al 12 novembre 1611, ed era nota come "ricetta della Nuccia", una signora proprietaria di un'osteria al confine tra lo Stato Pontificio e il Ducato di Modena.[14]